# Michael Herzig
Michael Herzig (* 18. August 1965 in Bern) ist ein Schweizer Krimiautor.

## Leben
Herzig ist im Berner Mittelland aufgewachsen. Nach der Matura arbeitete er als Musikjournalist und Schallplattenverkäufer. Er absolvierte ein Studium der Fächer Geschichte, Staatsrecht und Politologie und hat einen MBA. Von 1998 bis 2014 arbeitete er beim Sozialdepartement der Stadt Zürich, wo er den Geschäftsbereich Sucht & Drogen leitete.
Heldin in seiner Kriminalromanserie ist die Zürcher Stadtpolizistin Johanna di Napoli.

## Werke
- Saubere Wäsche. Kriminalroman. Grafit, Dortmund 2007, ISBN 978-3-89425-338-7.
- Die Stunde der Töchter. Kriminalroman. Grafit, Dortmund 2009, ISBN 978-3-89425-362-2.
- Töte deinen Nächsten. Thriller. Grafit, Dortmund 3/2012, ISBN 978-3-89425-668-5
- Frauen hassen. Thriller. Grafit, Dortmund 3/2014, ISBN 978-3-89425-671-5
- Helvetistan. Kriminalhörspiel. Radio SRF 1, 28. April 2017[6]
- Landstrassenkind. Die Geschichte von Christian und Mariella Mehr. Limmat; 1. Auflage (18. Oktober 2023), ISBN 978-3-03926-064-5.